# 志布志国家石油備蓄基地

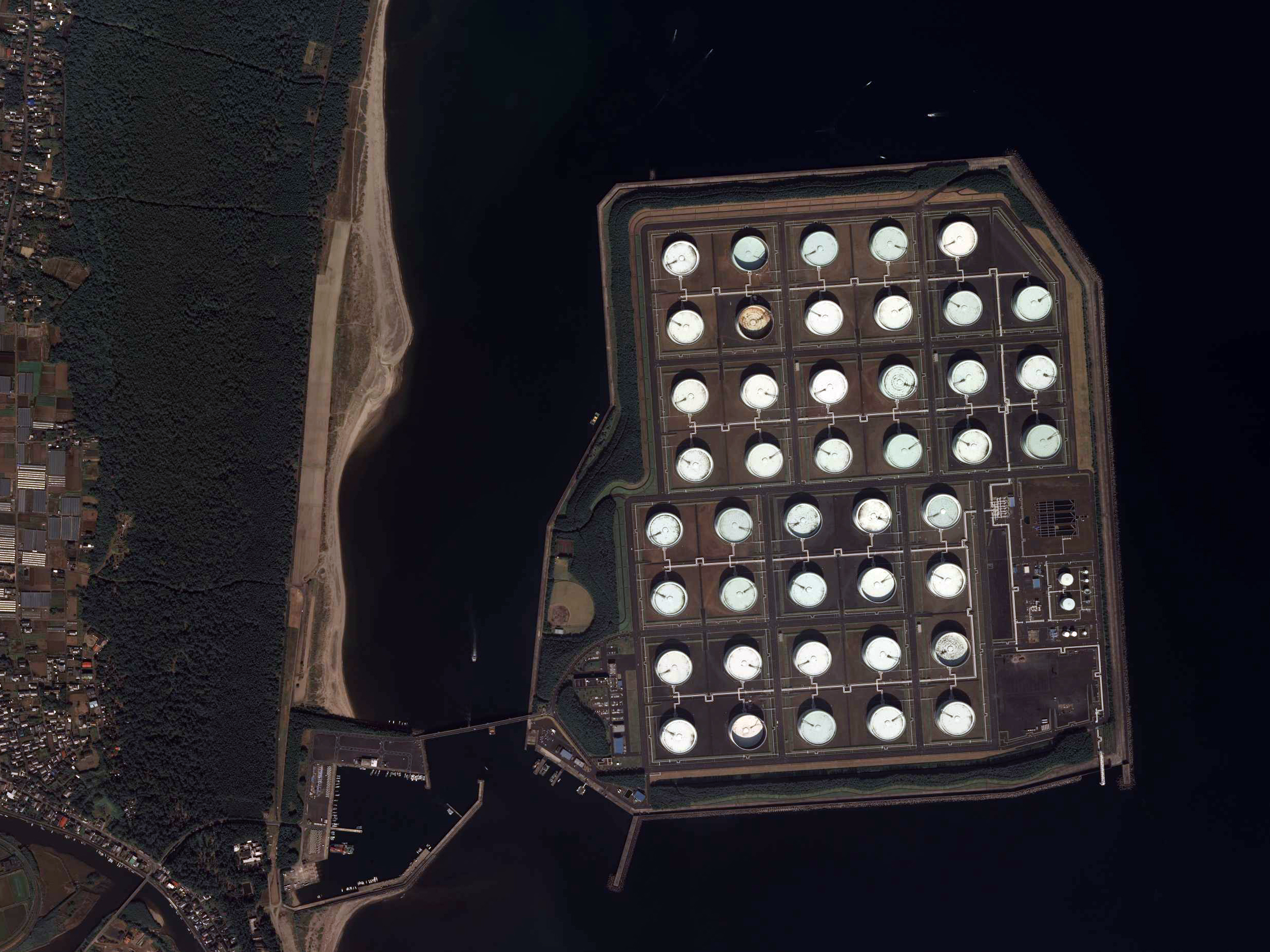
2008年の空撮

志布志国家石油備蓄基地（しぶしこっかせきゆびちくきち）は、鹿児島県肝属郡東串良町および肝付町にある石油備蓄基地。

## 概要
柏原海岸沖の志布志湾を埋め立てて造成された196ヘクタールの人工島に立地しており、43基の原油タンクに国内消費量で約9日分相当の原油を備蓄している。建設当時は志布志石油備蓄株式会社が管理･所有していたが、2004年の国家石油備蓄の直轄事業化に伴い国に移管された。現在は、独立行政法人石油天然ガス・金属鉱物資源機構が所有し、志布志石油備蓄が操業業務を受託している。1960年代より構想があった。当初は3600ヘクタール、1000万キロリットルの予定で、石油化学コンプレックスや造船、鉄鋼などの総合工業地帯を造成する予定であったが、反対運動によって計画は大幅に縮小された。

## 沿革
- 1984年9月 - 石油公団が志布志湾地区に国家石油備蓄基地の立地を決定、志布志石油備蓄株式会社設立[2]。
- 1988年10月 - 第1期埋立工事完成[2]。
- 1989年7月 - 第2期埋立工事完成[2]。
- 1989年9月 - 志布志石油備蓄株式会社志布志事業所開所[2]。
- 1992年8月 - 第1工区（原油タンク20基）完成[2]。
- 1992年9月 - 第1工区操業開始[2]。
- 1993年12月 - 第2工区（原油タンク23基）完成、全面操業開始[2]。
- 2000年11月 - シーバース能力増強、30万トン級タンカーに対応[2]。
- 2004年2月 - 直轄事業化に伴い基地施設を国、石油公団へ移管[2]。

## 設備
敷地は約1.5km四方の人工島で、陸岸とは柏原大橋で接続されている。敷地内は西側に管理棟、緑地、中央に原油タンク、東側に排水処理施設、窒素製造設備などのプラントが配置されている。原油タンクは地上タンク方式で、南側が第一工区（20基）、北側が第二工区（23基）となっている。受入設備は、南東の海上約1.4km沖合に、30万トン級の原油タンカーが接岸可能なシーバース1基（ローディングアーム3基）が設けられており、移送のため海底配管が敷設されている。原油流出事故、火災事故に備えて、消防船と大型化学消防車が配置されている。また、敷地は緑化されており、クロマツなど約6万本が植栽されている。
- 備蓄容量 - 5,028,000キロリットル（設備容量5,000,000キロリットル）[3]
- 原油タンク - 43基（シングルデッキ型屋根構造、直径83.3m、高さ22-24m）
  - 110,000キロリットル×12基
  - 116,000キロリットル×5基
  - 121,000キロリットル×26基
- 船舶（5隻） - 消防船、油回収船、オイルフェンス展張船、警戒船、貯油バージ
- 消防車（5台） - 大型化学消防車、大型高所放水車、泡原液搬送車、甲種普通化学消防車（2台）